# Gorgyra (Mythologie)
Gorgyra (altgriechisch Γοργύρα Gorgýra) ist in der griechischen Mythologie eine Flussnymphe (Najade), die mit dem Flussgott Acheron den Unterweltsdämon Askalaphos zeugte.
Askalaphos, der der Obstgärtner des Pluton wurde, verriet diesem später das Geheimnis, wie man Persephone im Hades gefangen halten kann, indem sie den Kern eines Granatapfels isst. Dafür wurde er von ihrer Mutter Demeter in einen Uhu verwandelt. 
Nach Ovid ist allerdings Orphne die Mutter des Askalaphos, weshalb man sie oft für ein und dieselbe Nymphe hält.
Siehe auch: Mysterien von Eleusis